# Orstomaleyrodes fimbriae
Orstomaleyrodes fimbriae là một loài côn trùng cánh nửa trong họ Aleyrodidae, phân họ Aleyrodinae.
Orstomaleyrodes fimbriae được Mound miêu tả khoa học đầu tiên năm 1965.